# Mausohrwochenstuben im Oberpfälzer Jura
Mausohrwochenstuben im Oberpfälzer Jura este o arie protejată (arie specială de conservare — SAC, sit de importanță comunitară — SCI) din Germania întinsă pe o suprafață de 0,12 ha, integral pe uscat.

## Localizare
Centrul sitului Mausohrwochenstuben im Oberpfälzer Jura este situat la coordonatele 49°31′43″N 11°37′47″E / 49.5286°N 11.6297°E.

## Înființare
Situl Mausohrwochenstuben im Oberpfälzer Jura a fost declarat sit de importanță comunitară în martie 2001 pentru a proteja 1 specie de animale. Situl a fost protejat și ca arie specială de conservare în aprilie 2016.

## Biodiversitate
Situată în ecoregiunea continentală, aria protejată nu include niciun habitat protejat.
La baza desemnării sitului se află o specie protejată de  mamifere: liliac comun (Myotis myotis).